# Memphis (Michigan)
Memphis is een plaats (city) in de Amerikaanse staat Michigan, en valt bestuurlijk gezien onder Macomb County en St. Clair County.

## Demografie
Bij de volkstelling in 2000 werd het aantal inwoners vastgesteld op 1129.
In 2006 is het aantal inwoners door het United States Census Bureau geschat op 1124, een daling van 5 (-0.4%).

## Geografie
Volgens het United States Census Bureau beslaat de plaats een oppervlakte van
3,0 km², waarvan 2,9 km² land en 0,1 km² water. Memphis ligt op ongeveer 238 m boven zeeniveau.

## Plaatsen in de nabije omgeving
De onderstaande figuur toont nabijgelegen plaatsen in een straal van 20 km rond Memphis.